# Edward William Lane
Pour les articles homonymes, voir Lane.
Edward William Lane, né le 17 septembre 1801 à Hereford et mort le 10 août 1876 à Worthing, est un orientaliste, traducteur et lexicographe britannique.